# Анрі Чернускі
Анрі́ Чернускі́ (фр. Henri Cernuschi; фр.: [ɑ̃ʁi tʃɛʁnuski] ; італ. Enrico Cernuschi [enˈriːko tʃerˈnuski] ; 19 лютого 1821 — 11 травня 1896) — франко-італійський банкір, економіст і колекціонер азійського мистецтва, який почав публічне життя як політик в Італії в 1848—1850 роках.

## Біографія
Чернускі народився в сім'ї заможних батьків у Мілані, тож йому судилося отримати професію юриста. Під час навчання включився в революційний рух. Він відіграв помітну роль у повстанні в Мілані в 1848 році, а також у Римській республіці, де займав місце в Асамблеї. Після краху революційного уряду він був заарештований (1850), але зумів втекти до Франції, де займався торгівлею та банківською справою, натуралізувався й розбагатів. Він брав помітну участь в протистоянні соціалістичного руху і в квітні 1870 року, зробивши великий грошовий внесок у фонди комітету, створеного для боротьби з наполеонівським плебісцитом, був змушений залишити країну.
У вересні утворення Третьої республіки дозволило Чернускі повернутися, але незабаром він покинув Париж і вирушив на Далекий Схід. Він повернувся з колекцією образотворчого мистецтва, яку постійно поповнював до кінця свого життя.
Чернускі помер у Ментоні в травні 1896 року і був похований на кладовищі Пер-Лашез у Парижі.

## Спадщина
Чернускі заповів свою колекцію місту Париж, а також свою приватну резиденцію на авеню Веласкес № 7 на краю парку Монсо у 8-му окрузі для використання як музей. Сьогодні відкрита для публіки колекція музею Чернускі включає китайське мистецтво, похоронні статуї, розписні шовки VIII століття, неолітичні теракоти (3 тисячоліття до н. е.), японське мистецтво (переважно бронзові предмети та скульптури, кераміка, паравенти), давньоперські бронзові предмети, Будда Амітаба з VIII століття, а також зразки каліграфії.

## Доробок
Як банкір Чернускі відомий насамперед своїми публікаціями з фінансових питань, особливо біметалізму. Він був палким поборником останнього, тож, зазвичай, вважається, що саме термін «біметалізм» походить саме від нього — принаймні в англійській формі це слово вперше зустрічається в його Silver Vindicated (1876). Серед інших його праць були: Mécanique de l'échange (1861); Illusion des sociétés coopératives (1886); Le Bimétallisme en Angleterre (1879); Le Grand Procès de l'Union latine (1884).